# Estação Loria
A Estação Loria é uma das estações do Metro de Buenos Aires, situada em Buenos Aires, entre a Estação Plaza Miserere e a Estação Castro Barros. Faz parte da Linha A.
Foi inaugurada em 01 de abril de 1914. Localiza-se no cruzamento da Avenida Rivadavia com a Rua Sánchez de Loria e a Rua Sánchez de Bustamante. Atende o bairro de Almagro.
Nas proximidades da estação se encontra a Faculdade de Psicologia da Universidade de Buenos Aires, o Colégio Mariano Moreno e o Hospital Ramos Mejía.
Esta estação pertenceu ao segundo trecho da linha inaugurado em 1 de abril de 1914, que unia as estações de Río de Janeiro e Plaza de Mayo.
Seu nome é em honor a Mariano Sánchez de Loria, um sacerdote que representou a Charcas no Congresso de Tucumán, que declararia a independência do país em 9 de julho de 1816. Ao morrer sua esposa decidiu converter-se em sacerdote e alcançou o canonicato da Catedral de Charcas.